# 6-Stunden-Rennen von Shanghai 2014

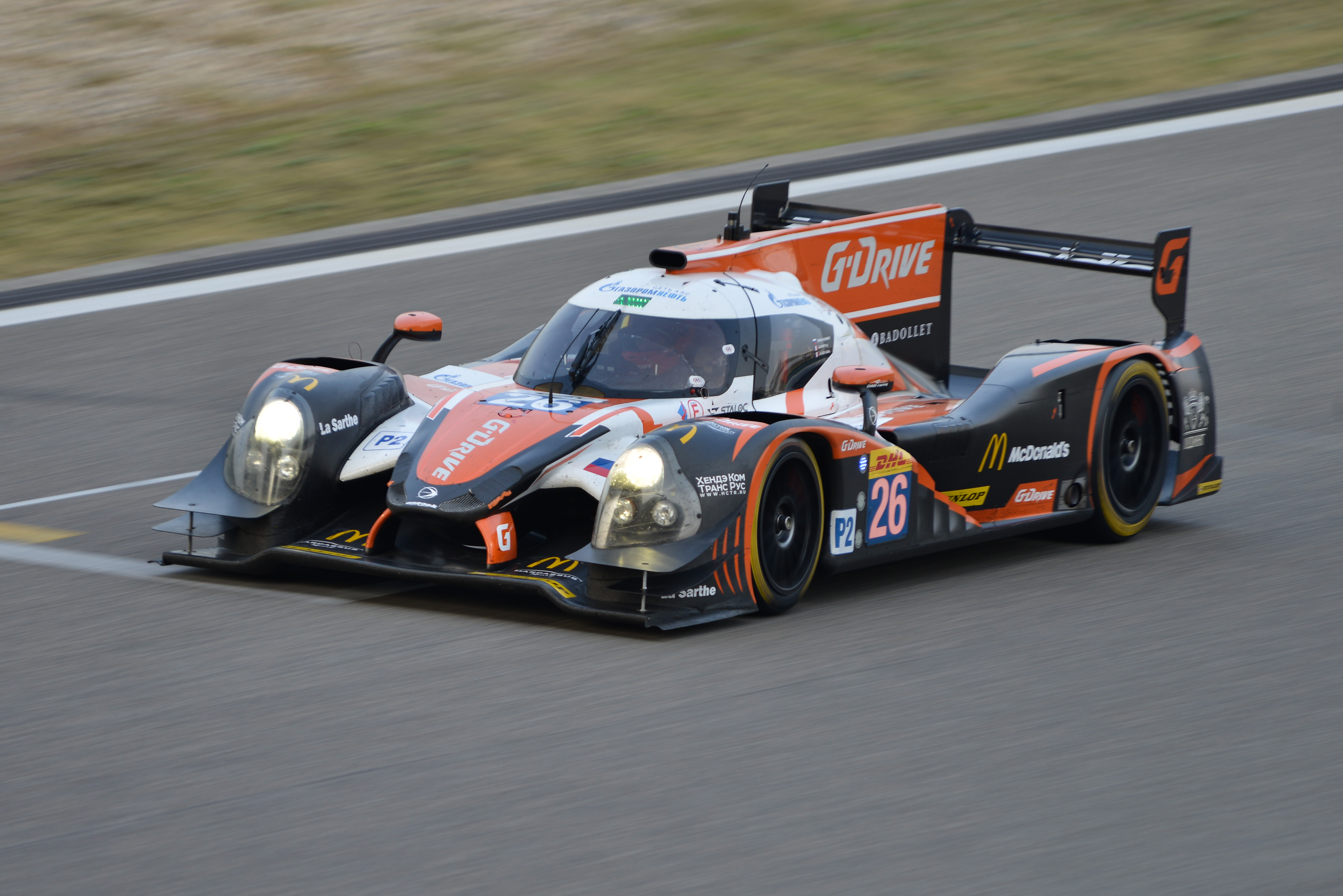
Der neuntplatzierte Ligier JS P2 von Roman Rusinov, Olivier Pla und Julien Canal

Das 6-Stunden-Rennen von Shanghai 2014, auch 2014 6 Hours of Shanghai, fand am 2. November auf dem Shanghai International Circuit statt und war der sechste Wertungslauf der FIA-Langstrecken-Weltmeisterschaft dieses Jahres.

## Das Rennen
Nach dem Erfolg beim Heimrennen auf dem Fuji Speedway gelang der Werksmannschaft von Toyota der zweite Doppelsieg in Folge. Erneut siegten Anthony Davidson und Sébastien Buemi
im Toyota TS040 Hybrid vor den Teamkollegen Alexander Wurz/Stéphane Sarrazin/Kazuki Nakajima. Als Gesamtdritte kamen diesmal Marc Lieb, Romain Dumas und Neel Jani im Porsche 919 Hybrid ins Ziel.

## Ergebnisse

### Schlussklassement
| 1           | LMP1-H    | 8  | Toyota Racing             | Anthony Davidson Sébastien Buemi                          | Toyota TS040 Hybrid      | 188 |
| 2           | LMP1-H    | 7  | Toyota Racing             | Alexander Wurz Stéphane Sarrazin Kazuki Nakajima          | Toyota TS040 Hybrid      | 188 |
| 3           | LMP1-H    | 14 | Porsche Team              | Marc Lieb Romain Dumas Neel Jani                          | Porsche 919 Hybrid       | 187 |
| 4           | LMP1-H    | 2  | Audi Sport Team Joest     | André Lotterer Marcel Fässler Benoît Tréluyer             | Audi R18 e-tron quattro  | 187 |
| 5           | LMP1-H    | 1  | Audi Sport Team Joest     | Tom Kristensen Loïc Duval Lucas di Grassi                 | Audi R18 e-tron quattro  | 187 |
| 6           | LMP1-H    | 20 | Porsche Team              | Timo Bernhard Brendon Hartley Mark Webber                 | Porsche 919 Hybrid       | 185 |
| 7           | LMP1-L    | 12 | Rebellion Racing          | Nicolas Prost Nick Heidfeld Mathias Beche                 | Rebellion R-One          | 180 |
| 8           | LMP1-L    | 13 | Rebellion Racing          | Dominik Kraihamer Andrea Belicchi Fabio Leimer            | Rebellion R-One          | 180 |
| 9           | LMP2      | 26 | G-Drive Racing            | Roman Rusinov Olivier Pla Julien Canal                    | Ligier JS P2             | 177 |
| 10          | LMP2      | 30 | Extreme Speed Motorsports | Scott Sharp Ricardo González Ryan Dalziel                 | HPD ARX-03b              | 174 |
| 11          | LMP2      | 27 | SMP Racing                | Sergey Zlobin Maurizio Mediani Nicolas Minassian          | Oreca 03R                | 174 |
| 12          | LMP2      | 37 | SMP Racing                | Kirill Ladygin Anton Ladygin Viktor Shaitar               | Oreca 03                 | 174 |
| 13          | LMP2      | 31 | Extreme Speed Motorsports | Ed Brown Johannes van Overbeek David Brabham              | HPD ARX-03b              | 173 |
| 14          | LMP1-L    | 9  | Lotus                     | Lucas Auer Pierre Kaffer                                  | CLM P1/01                | 171 |
| 15          | LMP2      | 35 | OAK Racing                | Mark Patterson David Cheng Ho-Pin Tung                    | Morgan LMP2              | 167 |
| 16          | LMGTE-Pro | 92 | Porsche Team Manthey      | Patrick Pilet Frédéric Makowiecki                         | Porsche 911 RSR          | 167 |
| 17          | LMGTE-Pro | 91 | Porsche Team Manthey      | Richard Lietz Jörg Bergmeister                            | Porsche 911 RSR          | 167 |
| 18          | LMGTE-Pro | 71 | AF Corse                  | Davide Rigon James Calado                                 | Ferrari 458 Italia GT2   | 166 |
| 19          | LMGTE-Pro | 99 | Aston Martin Racing       | Darryl O’Young Alex MacDowall Fernando Rees               | Aston Martin Vantage GTE | 166 |
| 20          | LMGTE-Am  | 98 | Aston Martin Racing       | Paul Dalla Lana Pedro Lamy Christoffer Nygaard            | Aston Martin Vantage GTE | 165 |
| 21          | LMGTE-Am  | 95 | Aston Martin Racing       | David Heinemeier Hansson Kristian Poulsen Richie Stanaway | Aston Martin Vantage GTE | 165 |
| 22          | LMGTE-Am  | 90 | 8 Star Motorsports        | Matteo Cressoni Paolo Ruberti Gianluca Roda               | Ferrari 458 Italia GT2   | 164 |
| 23          | LMGTE-Am  | 75 | Prospeed Competition      | François Perrodo Matthieu Vaxivière Emmanuel Collard      | Porsche 997 GT3-RSR      | 163 |
| 24          | LMGTE-Am  | 88 | Proton Competition        | Christian Ried Wolf Henzler Khaled Al Qubaisi             | Porsche 911 RSR          | 161 |
| Ausgefallen |           |    |                           |                                                           |                          |     |
| 25          | LMGTE-Pro | 97 | Aston Martin Racing       | Darren Turner Stefan Mücke                                | Aston Martin Vantage GTE | 123 |
| 26          | LMP2      | 47 | KCMG                      | Matthew Howson Richard Bradley Alexandre Imperatori       | Oreca 03R                | 1   |
| 27          | LMGTE-Pro | 51 | AF Corse                  | Gianmaria Bruni Toni Vilander                             | Ferrari 458 Italia GT2   | 1   |

### Nur in der Meldeliste
Zu diesem Rennen sind keine weiteren Meldungen bekannt.

### Klassensieger
| Klasse    | Fahrer           | Fahrer              | Fahrer              | Fahrzeug                 | Platzierung im Gesamtklassement |
| --------- | ---------------- | ------------------- | ------------------- | ------------------------ | ------------------------------- |
| LMP1-H    | Anthony Davidson | Sébastien Buemi     |                     | Toyota TS040 Hybrid      | Gesamtsieg                      |
| LMP1-L    | Nicolas Prost    | Nick Heidfeld       | Mathias Beche       | Rebellion R-One          | Rang 7                          |
| LMP2      | Roman Rusinov    | Olivier Pla         | Julien Canal        | Ligier JS P2             | Rang 9                          |
| LMGTE Pro | Patrick Pilet    | Frédéric Makowiecki |                     | Porsche 911 RSR          | Rang 16                         |
| LMGTE Am  | Paul Dalla Lana  | Pedro Lamy          | Christoffer Nygaard | Aston Martin Vantage GTE | Rang 20                         |

### Renndaten
- Gemeldet: 27
- Gestartet: 27
- Gewertet: 24
- Rennklassen: 5
- Zuschauer: 45.000
- Wetter am Rennwochenende: warm und trocken
- Streckenlänge: 5,451 km
- Fahrzeit des Siegerteams: 6:01:15,319 Stunden
- Runden des Siegerteams: 188
- Distanz des Siegerteams: 1024,780 km
- Siegerschnitt: 170,200 km/h
- Pole Position: Romain Dumas – Porsche 919 Hybrid (#14) – 1:47,036
- Schnellste Rennrunde: Anthony Davidson – Toyota TS040 Hybrid (#20) – 1:48,694 = 180,500 km/h
- Rennserie: 6. Lauf zur FIA-Langstrecken-Weltmeisterschaft 2014